# Norbert Schoch
Norbert Schoch (* 5. Mai 1932 in Schwäbisch Gmünd; † 22. Oktober 2008 ebenda) war ein deutscher Rechtsanwalt und Politiker.

## Leben

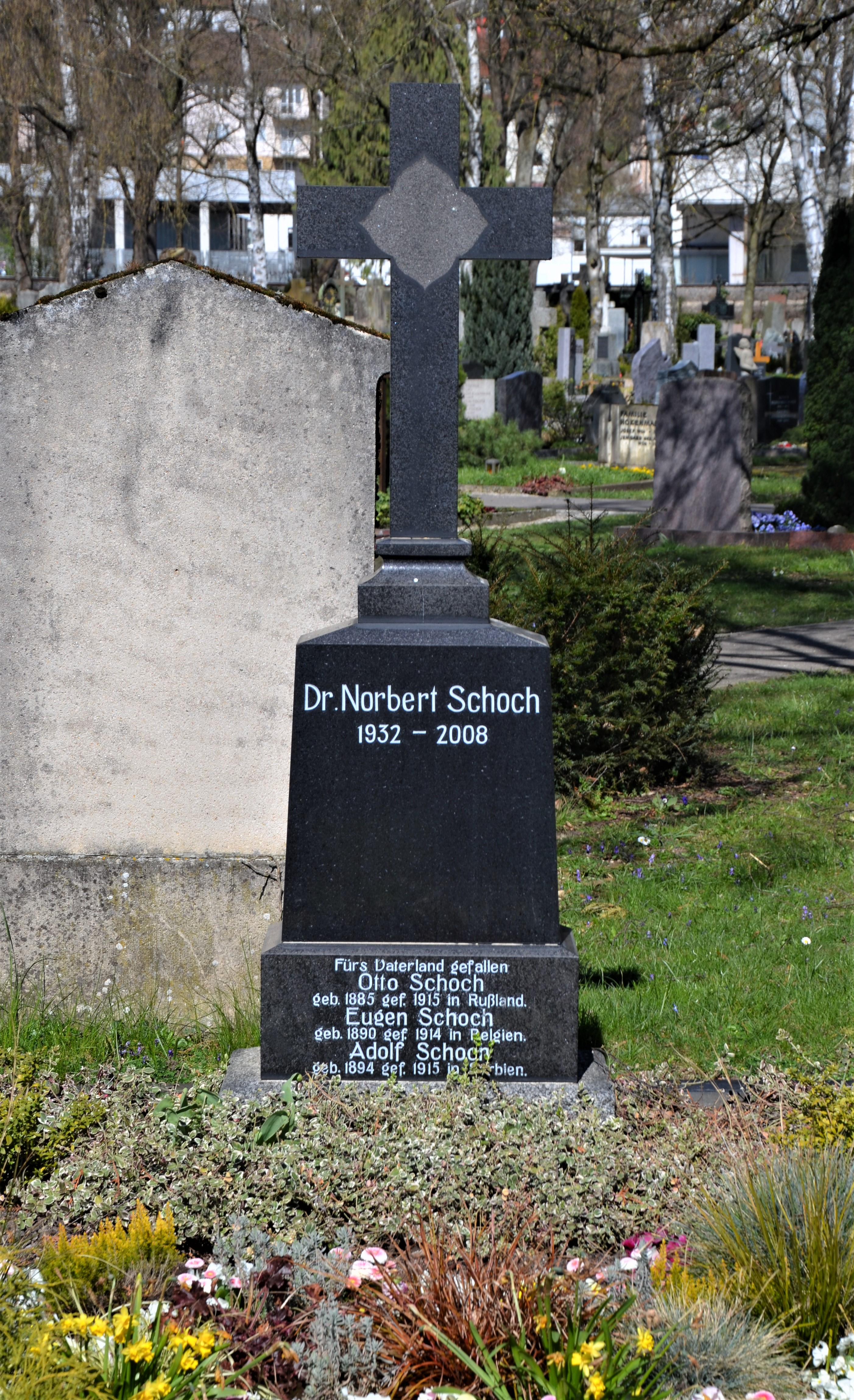
Grab auf dem Leonhardsfriedhof

Norbert Schoch studierte Rechtswissenschaften an der Universität Tübingen und wurde dort 1958 mit der Dissertation Die Wiedereinführung und Ausübung des öffentlichen römisch-katholischen Gottesdienstes in der Grafschaft Hohenlohe-Waldenburg im 17. und 18. Jahrhundert, verglichen mit den Bestimmungen des Westfälischen Friedens und der hohenlohischen Hausverträge zum Dr. iur. promoviert. Er war Mitglied der katholischen Studentenverbindung KStV Alamannia Tübingen im KV.
Nach dem plötzlichen Tod seines Amtsvorgängers Hansludwig Scheffold 1969 stellte sich Schoch zur Oberbürgermeisterwahl in Schwäbisch Gmünd und wurde mit 87,5 % Zustimmung gewählt und 1977 mit zirka 98 % im Amt bestätigt. Er verzichtete auf eine dritte Amtszeit und zog sich als Rechtsanwalt in Schwäbisch Gmünd zurück. Schoch übte lange das Amt des Präsidenten der Forstkammer des Landes Baden-Württemberg aus und bekleidete den Posten des Aufsichtsratsvorsitzenden der Württembergische Gemeinde-Versicherung.
Für seine Verdienste wurde ihm die Staatsmedaille für Land- und Forstwirtschaft verliehen. Schoch wurde im Familiengrab auf dem Gmünder Leonhardsfriedhof beigesetzt.

## Oberbürgermeister
Große Verdienste werden Schoch im Wohnungsbau zugeschrieben. Unter ihm entstanden unter anderem die Wohngebiete Bettringen-Nordwest, Schwäbisch Gmünd-Weststadt sowie in Straßdorf, jedoch auch Gewerbegebiete, wie die großen Gewerbegebiete Gügling und Straßenäcker in Bettringen. In der Innenstadt wurden unter ihm erste Fußgängerzonen installiert, 1973 das Kulturzentrum Prediger eröffnet sowie das neue Congress Centrum im Stadtgarten gebaut, das 1984 eröffnet wurde. Auch fallen die Eröffnungen vom neuen Hallenbad und der Großsporthalle in seine Amtszeit, ebenso wie die Steigerung der Einwohnerzahl 38 auf 60 Tausend Einwohner, unter anderem durch Eingemeindungen.